# František Sequens

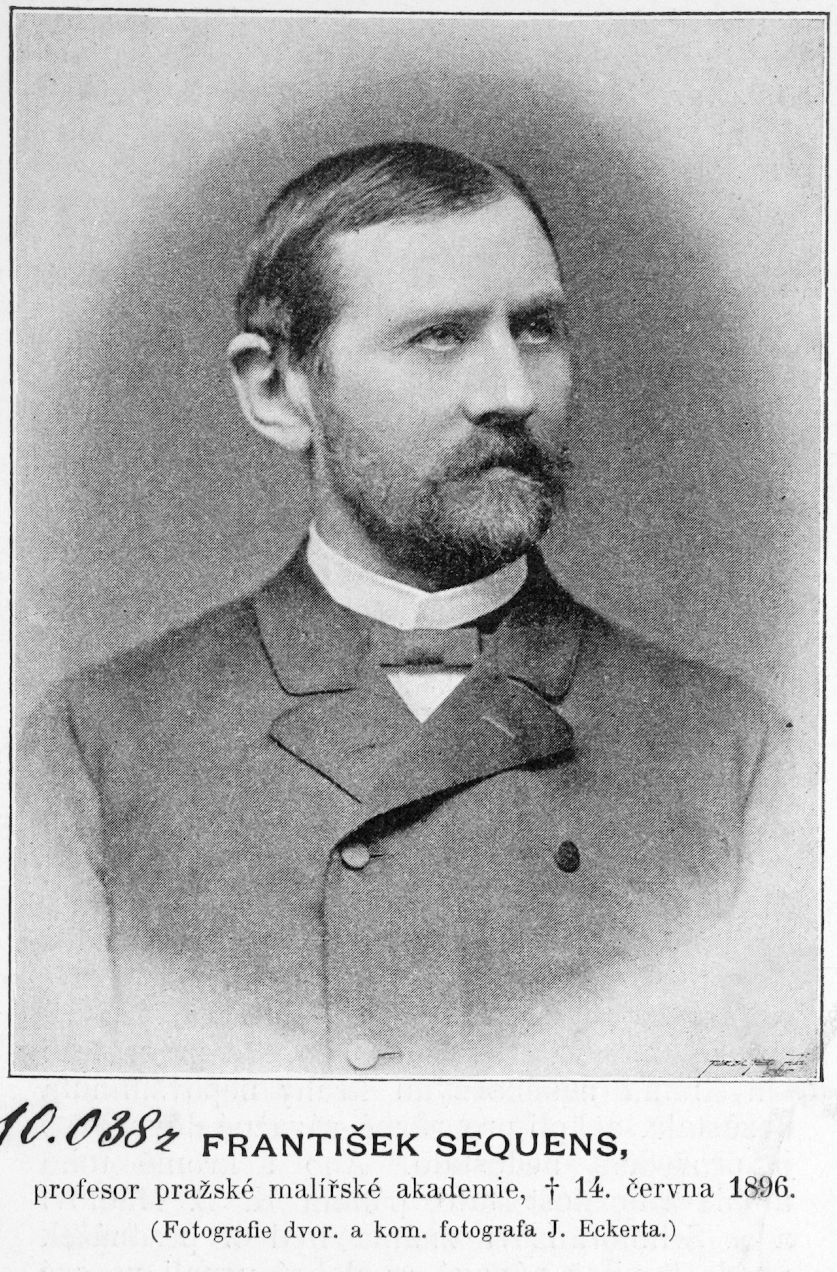
František Sequens (1896), Portraitfoto von Jindřich Eckert

František Seraf Sequens, häufig Franz Sequens, (* 21. November 1836 in Pilsen; † 14. Juni 1896 in Prag) war ein tschechischer Kirchen- und Historienmaler.

## Leben
František Sequens absolvierte die Realschule in Pilsen und eine Höhere Realschule in Prag. Ab 1853 studierte er an der Akademie der Bildenden Künste Prag, danach ab dem 8. November 1854 an der Königlichen Akademie der Künste in München bei Wilhelm Kaulbach und später an der Koninklijke Academie voor Schone Kunsten van Antwerpen bei Joseph van Lerius.
1860 kehrte er nach Prag zurück. Anschließend verbrachte er mit einem Alois-Klar-Stipendium sieben Jahre in Rom. Anfangs beschäftigte er sich mit der Historienmalerei. Nachdem er sich in Italien der Nazarener-Bewegung anschloss, widmete er sich überwiegend der Religiösen Malerei, wobei er auch einige Heiligenbilder nach der monumentalen frühromanischen Malerei  stilisierte.
1868 kehrte er in seine Heimat zurück, heiratete die Tochter des Pilsener Pianisten Josef Gerlach und ließ sich in Prag nieder. Dort arbeitete er u. a. mit dem Architekten Josef Mocker zusammen.
Im Jahre 1880 wurde er als Nachfolger von Jan Swerts zum Professor für Religiöse und Historische Malerei an der Akademie der Bildenden Künste in Prag ernannt, deren Rektor er in den Jahren 1882–83, 1884–85, 1886–87 und 1890–93 war. An seinen Vorträgen nahmen 98 Schüler teil, darunter Luděk Marold, František Kupka, Viktor Oliva, Josef Rolletschek und Maxmilián Pirner.
Seit 1875 war er Mitglied der Christlichen Akademie, an der er die Kunstabteilung leitete. Daneben gehörte er zum Komitee für die Renovierung des Veitdoms. Seit Anfang der 1880er Jahre war er Mitglied der Aufsichtskommission für das Museum der Hauptstadt Prag. 1890 wählte ihn die Tschechische Akademie des Kaisers Franz Joseph für Wissenschaften zu ihrem Mitglied.